# Ask That God
Ask That God je čtvrté studiové album australského elektronického hudebního dua Empire of the Sun. Vyšlo 26. července 2024 u vydavatelství EMI Music Australia a Capitol Records. 

## Pozadí alba
Je to první vydané studiové album po téměř osmileté přestávce. Duo bylo dlouhodobě neaktivní a novou hudbu nevydávalo. Jejich poslední album Two Vines vyšlo v roce 2016.
Práce na albu neoficiálně probíhaly od vydání posledního alba. Za tu dobu napsali 1200 písní, nebo textů.
Z alba vzešly čtyři singly – „The Feeling You Get“, „Changes“, „Music on the Radio“ a „Cherry Blossom“.
V roce 2024 bylo album několikrát nominováno na ceny ARIA Music Awards. Po vydání duo vyrazilo na turné po Austrálii.

## Seznam skladeb
| Pořadí         | Název               | Délka |
| -------------- | ------------------- | ----- |
| 1.             | Changes             | 3:38  |
| 2.             | Cherry Blossom      | 3:27  |
| 3.             | Music on the Radio  | 2:56  |
| 4.             | The Feeling You Get | 4:16  |
| 5.             | AEIOU (feat. Pnau)  | 3:14  |
| 6.             | Television          | 3:14  |
| 7.             | Happy Like You      | 2:59  |
| 8.             | Revolve             | 3:14  |
| 9.             | Wild World          | 3:46  |
| 10.            | Ask That God        | 3:02  |
| 11.            | Rhapsodize          | 6:17  |
| 12.            | Friends I Know      | 3:21  |
| Celková délka: | Celková délka:      | 43:24 |

## Obsazení
Empire of the Sun
- Nick Littlemore – syntezátor, programování, doprovodné vokály
- Luke Steele – zpěv, programování, kytara

Ostatní hudebníci
- Magnus Lidehäll – programování, syntezátor
- Cruz Steele – proslov
- Pontus Winnberg – programování, syntezátor
- Vargas & Lagola – kytara, syntezátor